# Onno Zwier van Haren
Onno Zwier van Haren, född 2 april 1713 i Sint Annaparochie, Friesland, död 2 september 1779 i Wolvega, var en nederländsk författare; bror till Willem van Haren.
van Haren måste samtidigt med sin bror lämna de offentliga angelägenheterna 1759, efter att ha beklätt höga statsämbeten under Vilhelm IV av Oranien, och ägnade sig sedan åt litteraturen. Hans huvudverk är hjältedikten De Geuzen 1769, varjämte han skrev flera skådespel. Brödernas dikter utkom samlade av Jeronimo de Vries 1824 och av Johannes van Vloten 1874 (med biografi).